# Grb Latvije
Grb Latvije (Letonije) stvoren je prilikom proglašenja neovisnosti spomenute zemlje, 18. studenog 1918. godine i posebno je dizajniran za novu latvijsku državu. Grb kombinira simbole latvijske državnosti kao i simbole starih povijesnih ozemlja.

## Opis
Sunce u gornjem dijelu grba simbolizira latvijsku državnost. Podrijetlo je u stiliziranom prikazu Sunca koji su latvijski pripadnici pješadije koristili kao simbol nacionalnog identiteta u ruskoj vojsci tijekom Prvog svjetskog rata. To Sunce imalo je 17 zraka kao simbol 17 okruga naseljenih Latvijskim stanovništvom.
Tri zvijezde iznad grba simboliziraju ideju ujedinjenja triju povijesnih područja Latvije – Vidzeme, Latgale i Kurlandije-Semigalije. Regije s bogatom vlastitom poviješću prikazane su starijim heraldičkim figurama koje se javljaju još u 16. stoljeću. Kurlandiju i Semigaliju (zapadna Latvija) predstavlja crveni lav poznat još iz 1569. godine. Vidzeme i Latgale (istočna Latvija) predstavlja mitološko krilato srebrno stvorenje s orlovom glavom, grifona. Ovaj simbol javlja se 1566. godine, u vrijeme litvanske kontrole ovog područja.
Grb je osmislio umjetnik Vilhelms Krūmiņš i Rihards Zariņš.

## Tri tipa
- Veliki grb koristi predsjednik Latvije, parlament, premijer, kabinet ministara, ministarstva, vrhovni sud i vrhovni tužitelj, kao i latvijska diplomatska i konzularna predstavništva.

- Mali prošireni grb koriste parlamentarne agencije, katkad kabinet ministara, te druge institucije pod direktnim ili indirektnim nadzorom ministarstava.

- Mali grb koriste druge državne institucije, općinske vlasti i obrazovne institucije na službenim dokumentima.

## Boje
- Crvena PANTONE 186C
- Zelena PANTONE 340C
- Plava   PANTONE 286C
- Žuta    PANTONE 124C
- Zlatna PANTONE 873C
- Srebrna PANTONE 877C
- Siva    PANTONE 4C
- Crna    PANTONE Black